# 阿尔德肖
阿尔德肖（義大利語：Ardesio），是意大利贝加莫省的一个市镇。总面积53.76平方公里，人口3679人，人口密度68.4人/平方公里（2009年）。国家统计（ISTAT）代码为016012。